# Juan de la Barrera (Sonora)
Juan de la Barrera es un ejido del municipio de Huatabampo ubicado en el sur del estado mexicano de Sonora, en la zona del valle del Mayo. Según los datos del Censo de Población y Vivienda realizado en 2010 por el Instituto Nacional de Estadística y Geografía (INEGI), Juan de la Barrera tiene un total de 838 habitantes. Fue fundado de acuerdo a resolución presidencial el 2 de mayo de 1956, sin embargo, la dotación de tierras se llevó a cabo hasta el 2 de julio de 1971. Se encuentra en la carretera estatal 180, en el tramo Estación Don-Agiabampo Uno. Se encuentra a 7 km de la carretera México 15. 

## Historia y Cultura
La localidad fue fundada el 2 de julio de 1971. Sus habitantes fundadores provinieron de diversas partes del estado y de otros del sur de México, pero principalmente de Jecopaco, un poblado agrícola del municipio de Benito Juárez. Familias fundadoras: Félix Calderón, Luna Guzmán, Rembao Rocha, Soto Alamea, Razo Mendoza, Ávila, Bringas, Manzo, Rodríguez y Martínez.

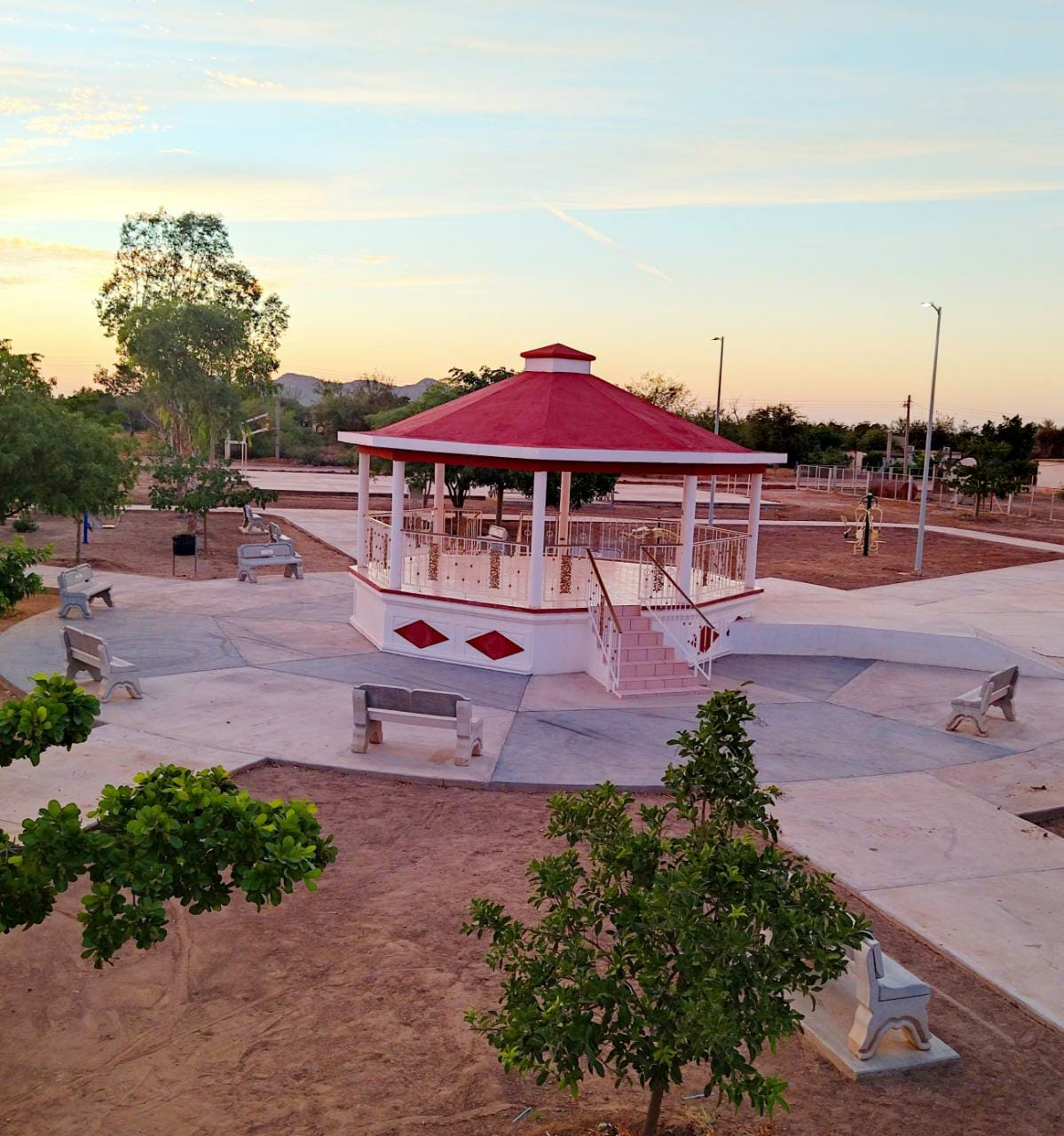
Kiosco del ejido Juan de la Barrera.

Cada año en el día del aniversario de la localidad se hace una fiesta para toda la comunidad. En donde desde medio día se hace una comida y se adorna la oficina ejidal para ello. Además, se hacen actividades como jaripeo, carreras de caballos, peleas de gallos, partidos de fútbol y el tradicional paseo de las reinas, en la que se corona a las mujeres más bellas de la localidad para que la representen como su reina. En la noche se organiza un gran baile en el que las personas de la comunidad y comunidades vecinas asisten a bailar y divertirse.

## Geografía
Juan de la Barrera se sitúa en las coordenadas geográficas 26°24'27" de latitud norte y 109°05'39" de longitud oeste del meridiano de Greenwich, a una elevación de 28 metros sobre el nivel del mar.

### Clima
En los meses de verano el clima es caluroso y seco. En estas temporadas es normal tener temperaturas de más de 40 °C. Estas temperaturas se tienen durante la mitad del año, abarcando desde mayo, en primavera, hasta octubre, en otoño, siendo los meses de julio y agosto, durante el verano, los meses en los que la temperatura rebasa los 45 °C.
Durante el invierno, las temperaturas en promedio varían entre los 15 °C y los 25 °C. Durante la segunda mitad del otoño y el invierno las sensaciones térmicas son menores, pues son las temporadas de siembra y por los riegos y la humedad hace que se sienta más frío.
Debido al tamaño de la localidad para pronósticos del clima se revisan los que están destinados para el municipio, Huatabampo en este caso.

## Gobierno y Economía
El órgano encargado de ejecutar y hacer cumplir los acuerdos de las personas de la localidad es un comisariado ejidal Archivado el 11 de abril de 2017 en Wayback Machine., el cual es electo por una asamblea legalmente constituida. Este está integrada por el presidente, un Secretario y un Tesorero con sus respectivos suplentes. El cambio de dicha administración se da cada 3 años.

De los veintiún distritos estatales electorales de Sonora, la localidad del Teniente Juan de la Barrera, pertenece al XXI, pues es el que pertenece a Huatabampo. El ejercicio gubernamental recae en el presidente municipal y su gabinete, elegidos cada tres años.

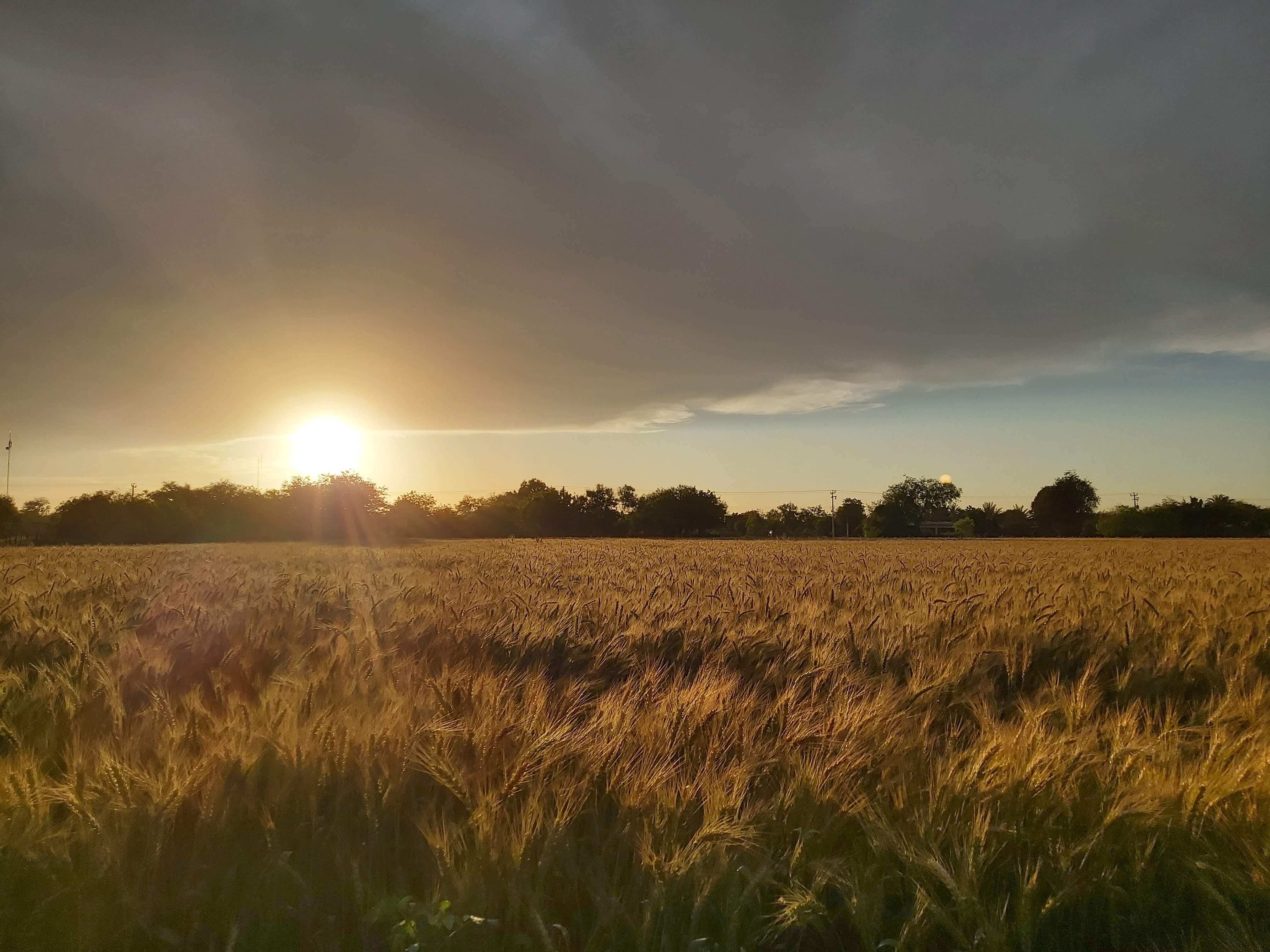
Vista del grano producido en la localidad.

Las principales actividades económicas de la localidad son la agricultura, la ganadería y el comercio. Debido a la extensión de la tierra fértil, la actividad más grande es la agricultura en la que se siembra trigo, maíz, hortalizas y otros cultivos no convencionales como la moringa.
En el sector ganadero hay de todos los tipos de ganado, desde los bovinos hasta el porcino, siendo el primero el más común. La producción de leche y queso es para uso local o personal, sin embargo, la producción de carne tiene desde consumo local y algunas veces son para exportación. 
El comercio se da a una escala muy pequeña, en su mayoría consiste en los habitantes vendiendo desde sus hogares o adaptando estos para ser un punto de venta. Para la venta de productos es necesaria la importación de estos desde la ciudad más cercana.

## Educación
El ejido cuenta con la educación básica, el Jardín de niños Huatabampo, la primaria Leona Vicario, la Telesecundaria 193. Para el bachillerato es necesario el traslado a otra comunidad vecina en la que se encuentra la escuela.